# كيمياء القصدير العضوي

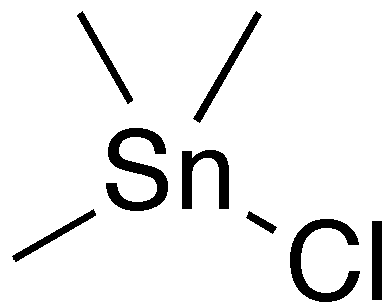
المركبات العضوية القصديرية هي تلك التي تحتوي على القصدير المرتبط بالهيدروكربونات. المركب الموجود في الصورة هو ثلاثي ميثيل كلوريد القصدير، وهو مثال على مركبات القصدير العضوي.

كيمياء القصدير العضوي هي الدراسة العلمية لتصنيع ودراسة خصائص مركبات القصدير العضوي أو الاستانانات، وهي مركبات عضوية فلزية تحتوي على روابط القصدير والكربون. وأول مركب قصدير عضوي هو ثنائي إيثيل القصدير (ثنائي يوديد) (CH3CH2)2SnI2) اكتشفه إدوارد فرانكلاند عام 1849. نمى هذا الفرع بسرعة في القرن العشرين، خاصة بعد اكتشاف كواشف جرينارد، والتي كانت مفيدة لإنتاج روابط قصدير-كاربون. ويظل هذا الفرع غني بالعديد من التطبيقات في الصناعة والأبحاث.